# Sainte-Ramée
Sainte-Ramée – miejscowość i gmina we Francji, w regionie Nowa Akwitania, w departamencie Charente-Maritime. Nazwa miejscowości pochodzi od imienia św. Remigiusza.
Według danych na rok 1990 gminę zamieszkiwały 144 osoby, a gęstość zaludnienia wynosiła 31 osób/km² (wśród 1467 gmin regionu Poitou-Charentes Sainte-Ramée plasuje się na 849. miejscu pod względem liczby ludności, natomiast pod względem powierzchni na miejscu 1086.).